# Wladimir Kusnezow (Gewichtheber)
Wladimir Kusnezow (kasachisch Владимир Кузнецов, * 21. April 1984 in Semipalatinsk) ist ein kasachischer Gewichtheber.

## Karriere
Wladimir Kusnezow nahm an den Olympischen Sommerspielen 2008 in Peking teil, wo er in der Kategorie bis 77 kg neunter mit 351 kg wurde.
Für Kasachstan errang er in der Kategorie bis 77 kg bei den Weltmeisterschaften 2006 den 14. Platz mit 330 kg und 2007 den 9. Platz mit 345 kg. 2009 gewann er die Bronzemedaille in der Kategorie bis 85 kg mit einer Gesamtleistung von 376 kg.